# Моисеево (Жирновский район)
Моисе́ево (ранее Моисеев, Моисеинова) — упразднённое село в Жирновском районе Волгоградской области, находившееся в составе Красноярского городского поселения (Красноярский округ).

## География

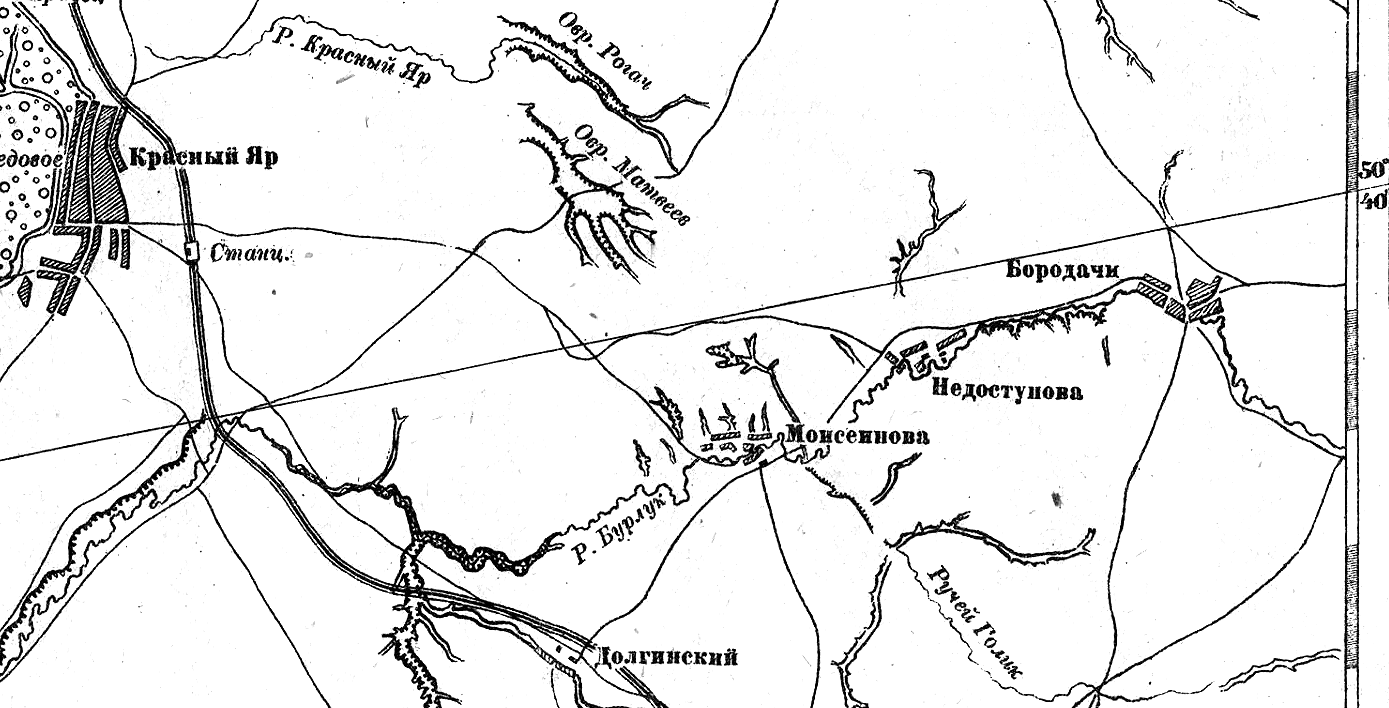
Село Моисеинова на карте Шуберта конца XIX века.

Располагалось на реке Бурлук, примерно в 3 км к юго-западу от хутора Недоступов. Между хуторами Моисеево и Недоступовым в Бурлук впадает временный водоток (овраг) Голиков (на старых картах ручей Голик).

## История
Основано как хутор Моисейцев в 1744 году. На карте Шуберта 1826—1840 годов указан как хутор Мусиев На карте Стрельбицкого 1871 года обозначена как Моисейцева при р. Голик
В 1887 году построена деревянная Троицкая церковь, в 1889 году открыта церковно-приходская школа; в том году в Моисеево было 145 домов, население составляли малороссы. На начало XX века относился к Красноярской волости Камышинского уезда, куда входил до конца 1920-х годов.
В конце 1920-х годов хутор Моисеево вошёл в состав и стал центром Моисеевского сельсовета Красноярского района Камышинского округа Нижне-Волжского края. В 1930 году округа были ликвидированы, сельсовет вошёл в непосредственно состав края. 10 января 1934 года край был разделён на Саратовский и Сталинградский края, населённый пункт вошёл в состав последнего. В начале 1935 года Красноярский район был ликвидирован, Моисеевский сельсовет с селом Моисеево вошёл в состав вновь образованного Молотовского района.
5 декабря 1936 года Сталинградский край был преобразован в Сталинградскую область, в состав которой вошёл и Молотовский район. В 1957 году Молотовский район переименован в Красноярский.
В 1963 году Красноярский район был ликвидирован, часть территории вошла в состав Жирновского района.
По состоянию на 1 июля 1968 года село Моисеево входило в состав Красноярского поссовета.
18 ноября 2004 года село Моисеево Красноярского поссовета исключено из учётных данных.

## Население
| 1857 | 1886 | 1889 | 1891 | 1894 | 1897 |
| ---- | ---- | ---- | ---- | ---- | ---- |
| 332  | 552  | 949  | 646  | 716  | 1058 |

В конце XIX века проживали малороссы.
На 1 января 1936 года в хуторе имелось 78 хозяйств, в которых проживало 283 человека, преобладающая национальность — русские.
По данным Всероссийской переписи населения на 9 октября 2002 года в хуторе никто не проживал.

### Известные жители
- Шляхтуров, Пётр Петрович (1911—1960) — артиллерист Великой Отечественной войны, Герой Советского Союза (1945).

## Инфраструктура
В конце XIX века действовал Троицкая церковь и церковно-приходская школа.
По состоянию на 1936 год в селе была начальная школа.
На картах XIX—XX веков отмечены просёлочные дороги[значимость факта?].